# Kreiensen
Kreiensen er en landsby, og tidligere kommune i Landkreis Northeim, i den tyske delstat Niedersachsen. 1. januar 2013 blev den indlemmet i Einbeck.

## Geografi
Kreiensen ligger ved floden Leine, omkring 20 km nord for Northeim, og 35 km syd for Hildesheim.